# شرط عدم المنافسة
في قانون العقود ، بند عدم المنافسة (بالإنجليزية: non-compete clause)‏ (اختصار NCC )، أو العهد المقيد ، أو العهد بعدم المنافسة (CNC) هو بند يوافق بموجبه أحد الأطراف (عادةً موظف) على عدم الدخول في أو البدء في مهنة أو تجارة مماثلة في المنافسة ضد طرف آخر (عادة صاحب العمل). وتشير بعض المحاكم إلى هذه الاتفاقيات على أنها "اتفاقيات مقيدة". كشرط للعقد، تلتزم CNC بمتطلبات العقد التقليدية بما في ذلك مبدأ الاعتبار .
يعتمد استخدام هذه الشروط على احتمال أنه عند إنهاء الموظف أو استقالته، قد يبدأ الموظف العمل لدى منافس أو يبدأ عملاً تجاريًا، ويكتسب ميزة تنافسية من خلال استغلال المعلومات السرية حول عمليات صاحب العمل السابق أو الأسرار التجارية أو المعلومات الحساسة مثل قوائم العملاء/العملاء، والممارسات التجارية، والمنتجات القادمة، وخطط التسويق .
ومع ذلك، قد يمنع CNC الواسع النطاق الموظف من العمل في مكان آخر على الإطلاق. اعتبر القانون العام الإنجليزي في الأصل أن أي قيد من هذا القبيل غير قابل للتنفيذ بموجب مبدأ السياسة العامة .  تسمح السوابق القضائية المعاصرة بالاستثناءات، ولكنها بشكل عام لن تطبق إلا بالقدر اللازم لحماية صاحب العمل. اعتبرت معظم الولايات القضائية التي فحصت فيها المحاكم هذه العقود أن CNCs ملزمة قانونًا طالما أن البند يحتوي على قيود معقولة فيما يتعلق بالمنطقة الجغرافية والفترة الزمنية التي لا يجوز لموظف الشركة التنافس فيها. 
يختلف مدى السماح بالبنود غير التنافسية قانونًا باختلاف الولاية القضائية. على سبيل المثال، تقوم ولاية كاليفورنيا في الولايات المتحدة بإبطال شروط عدم المنافسة لجميع أصحاب المصلحة باستثناء المساهمين في بيع المصالح التجارية. 

## تاريخ
في عام 1414 أثناء (قضية داير) اختار القانون العام الإنجليزي عدم فرض اتفاقيات عدم المنافسة بسبب طبيعتها كقيود على التجارة.  ظل هذا الحظر دون تغيير حتى عام 1621، عندما تبين أن التقييد الذي يقتصر على موقع جغرافي محدد هو استثناء قابل للتنفيذ للقاعدة المطلقة السابقة. وبعد مرور ما يقرب من مائة عام، أصبح الاستثناء هو القاعدة في قضية ميتشل ضد رينولدز التي وقعت عام 1711  والتي أنشأت الإطار الحديث لتحليل إمكانية إنفاذ اتفاقيات عدم المنافسة. 

## تأثير
وجدت دراسة أجريت عام 2021 لقطاع الرعاية الصحية في الولايات المتحدة في الفترة من 1996 – 2007 أن اتفاقيات عدم المنافسة في هذا القطاع أدت إلى ارتفاع أسعار الأطباء، وممارسات طبية أصغر، وزيادة تركيز الشركات الطبية. 
وجدت دراسة أجريت عام 2021 أن الاتفاقيات غير التنافسية للعمال ذوي الأجور المنخفضة ثبت أنها تؤدي إلى انخفاض الأجور؛ توصلت دراسة إلى أن حظر ولاية أوريغون لعام 2008 على اتفاقيات عدم المنافسة للعمال الذين يتقاضون أجورهم بالساعة "أدى إلى زيادة الأجور بالساعة بنسبة 2٪ إلى 3٪ في المتوسط".  وأظهرت الدراسة أيضًا أن حظر ولاية أوريغون على اتفاقيات عدم المنافسة للعمال ذوي الأجور المنخفضة "أدى إلى تحسين متوسط الوضع المهني في ولاية أوريغون، وزيادة التنقل من وظيفة إلى أخرى ، وزيادة نسبة العمال بأجر دون التأثير على ساعات العمل". 